# 212215 Mallorykinczyk
212215 Mallorykinczyk è un asteroide della fascia principale. Scoperto nel 2005, presenta un'orbita caratterizzata da un semiasse maggiore pari a 2,589559 UA e da un'eccentricità di 0,044529, inclinata di 1,834936° rispetto all'eclittica.